# パンコール条約
パンコール条約（パンコールじょうやく、英語: Pangkor Treaty）は1874年1月20日に当時のイギリスとイギリス領マラヤ（現在のマレー半島）のペラ地方（現在はペラ州）の領主（スルタン）の間で調印された条約。調印はペラ地方のパンコール島沿岸に停泊した英国の蒸気船「プルート」の船上で行われた。
この条約は、独立前のマラヤ連邦内の領主（スルタン）が初めて英国政府による司法・行政権の行使を認め、その後のマレー半島における英国政府のプレゼンスを決定づけた条約であり、歴史上意義深い。 条約の締結に至る数日間の交渉を取り仕切ったのは海峡植民地の第9代総督であったアンドリュー・クラークである。条約の目的は、ペラ地域の内戦の終結とマレー人領主であるスルタンの継承人事の解決であった。
尚、この条約の締結はマレーシアの独立以前であり、現代マレーシアの州政府の整備がなされる前の出来事である。パンコール条約の条文においては現代のペラ州の領地を指してKingdom of Perak（ペラ王国）と表記している。このページでは、ペラ王国に当たる領地を「ペラ地域」と表記する。

## 歴史的背景

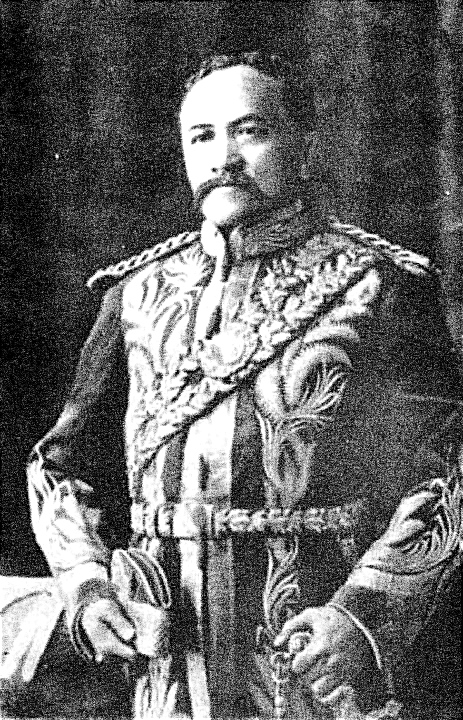
Sultan Abdullah of Perak

ペラ地域（現在のマレーシア、ペラ州）は19世紀の海峡植民地時代（1826年〜）における錫（すず）の産地であり、ペナン、マラッカ、シンガポールを含む英国の植民地の中で重要な産業拠点となっていた。しかしながら、1861年以降10年以上続く内戦が終息せず、錫の生産活動が滞っていた。この内戦の原因はマレー系の皇族内部で起きたスルタンの継承権争いと、錫鉱業に従事していた中国系移民が組織した2つの秘密結社の間の武力衝突であった。武力衝突による内戦は総称としてラルート戦争（1861-1874）と呼ばれている。
1871年にペラ地域のスルタンが亡くなった際、正当な後継ぎとされていたラジャ・ムダ・アブドゥラが葬儀に参加せず、新たなスルタンの戴冠式が遅れていた。すると、これを機に別の後継候補であるラジャ・ベンダハラ・イスマイルが事前の合意無しにペラ地域の新スルタンに就任してしまった。翌1872年、２人のラジャを取り巻く利害の衝突から、ラジャ・ムダ・アブドゥラがスルタンの継承について異議を唱えはじめた。 同時にペラ地域の錫（スズ）の採掘区域においてChin Ah Yamが率いる秘密結社である義興公司（ぎーひん、約15,000人、英語：Ghee Hin Kongsi ）と鄭景貴（チャンケンキ、語：Chung Keng Quee）率いる[:zh:海山公司]海山公司（はいさん、約3,000人、英語：Hai San Kongsi） が鉱区の管理権を争って武力衝突を繰り返していた。
スルタンの座を奪われたラジャ・ムダ・アブドゥラは、知人であるシンガポールの豪商、陳金鐘を頼って英国領のアンドリュー・クラーク総督に公文書を作成してもらい、これに署名して件の２つの大きな問題解決への協力依頼を提出した。アブドゥラはこの書簡の中で総督に対し、ペラ地域を英国の保護下に置き、「適切な能力を持った人物による模範的な統制を示してほしい」と名言している。 
一方、海山公司の鄭景貴は1872年9月26日に44名の中国系幹部職たちと連名で作成した「鄭景貴の陳情書」を提出した。この陳情において鄭景貴達は正式に中国移民の間の紛争解決のための英国の介入を求めている。（この陳情では, 12,000名の特定のグループと2,000名の他のグループとの武力衝突を対象としたもの）
当初、英国政府は現地の王政や奴隷制度への干渉を避けていたが、1873年11月にアンドリュー・クラークが第9代総督に就任する頃から、方針を転換し始めている。一説には、1870年と71年の普仏戦争で圧勝したドイツ帝国がマレー半島の経済圏に進出してくることを恐れた英国首脳が、ドイツの先を越されないようマレー半島への関与を強めたとされているが、最終的には英国の経済政策を名目としてペラ地域のスルタンの継承と頻発する内戦の解決に関与することを決定した。そしてクラーク総督の采配の下、1874年のパンコール条約により東南アジアへの影響力拡大と錫の輸出の独占に踏み切った。
条約のマレー語版の作成は後の第11代海峡植民地総督に就任(1901年）するフランク・スェッテンナムと海峡植民地の通訳士が担当した。フランク・スェッテンナムは条約締結後の第2代在ペラ地区の駐在行政監督官（英語：Resident)である。

## 交渉経緯

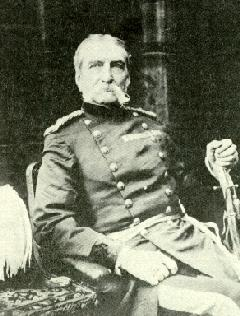
海峡植民地の総督アンドリュー・クラーク

以下に要約した交渉の場所と経緯はH.S.Barrowによるフランク・スウェッテンナムの伝記（1995年、Southdene, Kuala Lumpur, Malaysia）が参考になるが日付と曜日の不一致が多く信憑性に乏しい。はっきりしているのは1874年1月16日の午後から数日に亘り、クラーク総督が蒸気船プルートの船上でマレー人領主やスルタンと個別に交渉を行った事実と、内戦の戦場となったたラルート地区の領主エンガ・イブラヒム（Ngah Ibrahim、条約の中では「オラン・カヤ・メントゥリ」と表記されている）との対面交渉が含まれていたことである。
ラルートの領主であるエンガ・イブラヒムはペラ地方の中では特殊な存在であり、従前からスルタンからラルートの利権を独占的に与えられ、当時のペラ地域で最も裕福なマレー人貴族であった。事実、彼の領地（ラルート）はペラ王国の一部でありながら、スルタンと同レベルの利権を持っていた。このことは海峡植民地の英国関係者の間でも知られてはいたが、1873年11月に英国を出て現地に入ったばかりのアンドリュー・クラーク総督には知らされておらず、ラジャ・アブドゥラの復権に注力していた総督は、エンガ・イブラヒムに充分な敬意を払わず、イブラヒムにとっては屈辱的な条約交渉となっ。彼はラルートでの内紛の解決のための調査費用や海峡植民地政府が負担した費用の支払いを合意させられている。（以下の合意内容を参照）

## 合意内容

### パンコール条約　要約
条約の内容は以下のとおり:
- ラジャ・ムダ・アブドゥラをペラ州のスルタンとして承認すること。
- 現在代行スルタンであるラジャ・バンダハラ・イスマイルには「スルタン・ムダ（若きスルタン）」の称号を保持させ、年金と一定の小規模な領地を与えること。
- ラジャ・バンダハラ・イスマイルが王権の象徴（王権記章）を受け取った際に行われた他の高官の任命をすべて承認すること。
- 故スルタンによってラルート地区領主（オラン・カヤ・メントゥリ）に与えられたラルート地区の権限を確認すること。
- すべての歳入はスルタンの名の下に徴収し、すべての任命も同様に行うこと。
- スルタンは、彼の宮廷に駐在する「レジデント」と呼ばれるイギリス人官吏を受け入れ、適切な住居を提供すること。このレジデントの助言は、マレーの宗教および慣習に関するもの以外の全ての問題について求め、これに従うこと。
- ラルート地区の総督として、ペラのレジデントの下で行動し、同様の権限を持つ補佐官（アシスタント・レジデント）としてイギリス人官吏を付けること。
- これらのレジデントおよびその設置にかかる費用は海峡植民地政府が決定し、ペラ地域の歳入から最優先で支払われること。
- スルタン、バンダハラ、オラン・カヤ・メントゥリおよびその他の官吏が受け取る収入を規定する「シビル・リスト（歳費表）」を次の優先支出とすること。
- すべての歳入の徴収と管理、国の一般行政は、これらレジデントの助言に従って規定されること。
- プロ・ディンディング及びパンコール諸島をイギリスへ割譲した条約が誤解されており、その趣旨を正しく実現するために、その領域の境界を次のように修正することを宣言する：すなわち、添付された海峡図第1号のブキ・シガリから海まで直線を引き、そこから海岸に沿って南へ進み、西のプロ・カッタへ至り、プロ・カッタから北東へ約5マイル進み、そこから北へブキ・シガリまで至る線とする。
- クレアン川の南側流域、すなわちその川に南から流れ込む土地は、プロヴィンス・ウェルズリーの南境界の修正としてイギリス領とする。この境界線は、海峡植民地政府が任命する1名と、ペラ州スルタンが任命する1名の委員によって定められること。
- ペラ領域の現在の騒乱が収束し、国内の諸派閥間で平和と友好が回復された後、1名または複数のイギリス人官吏の監督の下で、鉱山の占有や機械設備などを可能な限り騒乱前の状態に回復し、損害補償を行うための措置を直ちに取ること。この場合の決定は当該官吏の最終判断とする。
- ラルートのオラン・カヤ・メントゥリは、本件調査によって発生した費用および、ペラ州の治安維持と貿易の安全確保のために海峡植民地および大英帝国が負担した、または負担する可能性のある費用を、海峡植民地政府に対して負う債務として認めることを約束する。

## 条約成立後の動き

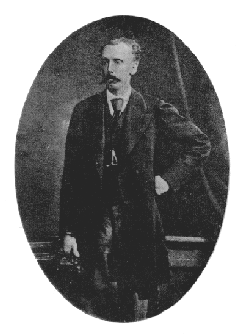
ペラの初代レジデント J.W.W.B バーチ

パンコール条約の骨子の筆頭にあるラジャ・アブドゥラのスルタンへの就任については、現地のマレー社会で反対する皇族がいなかったために、条約調印と同時に解決となった。もとよりクラーク総督はラジャ・アブドゥラが葬儀に参加しなかっただけの理由でスルタンの継承権が剥奪されたことについて違和感を持っていたと伝えられている。条約締結と同日、1974年1月20日付けでラジャ・アブドゥラはSultan Abdullah Muhammad Shah II と改名してペラ王国のスルタンとなった。
ペラ王国の英国レジデントはすぐには決定せず、まずは補佐官クラスの英国人がラルートに着任している。彼は中国系移民の扱いに慣れていて、着任後すぐにラルート地区の中国移民の武装解除を開始し、戦闘用の武装施設を解体させ、1874年の2月には武装解除を完了し、捕虜となっていた40名以上の中国人女性を解放した。
同年10月、アンドリュー・クラーク総督は、条約で合意されたとおり、ペラ地域の最初の行政監督官（レジデント）となる英国人官吏として複数の候補から、適任と思われるJ.W.W. バーチを任命した。